# Bartiébougou
Pour le département et la commune rurale, voir Bartiébougou (département).
Bartiébougou, également orthographié Barthiébougou ou Bartibougou, est un village du département et commune rurale de Bartiébougou (ou Barthiébougou, Bartibougou), dont il est le chef-lieu, situé dans la province de la Komandjoari (ou Komandjari, Komondjari) de la région Est au Burkina Faso.

## Géographie

### Situation et environnement
Bartiébougou est un village isolé de la région, se trouvant à environ une vingtaine de kilomètres de la frontière nigérienne et à environ 110 km au nord-est de Fada N'Gourma, le chef-lieu de la région. Il est aussi à 42 km au nord-est de Gayéri, le chef-lieu de la province de la Komandjoari (ou Komandjari, Komondjari).

### Démographie
- En 2003, le village comptait 1 707 habitants estimés[3].
- En 2006, le village comptait 2 342 habitants recensés[1].

## Santé et éducation
Bartiébougou accueille un centre de santé et de promotion sociale (CSPS) tandis que le centre médical avec antenne chirurgicale (CMA) se trouve à Gayéri.
Le village possède quatre écoles primaires publiques (au bourg et dans les quartiers de Boumoana, Dankélé et Paté-Paté).